# Г. Ван ден Бург
Г. ван ден Бург је био индонежански фудбалски везни играч који је играо за Холандску источну Индију на Светском првенству у фудбалу 1938. године. Такође је играо за СВВ Семаранг . Ван ден Бург је преминуо.